# Hugo Friedhofer
Hugo Wilhelm Friedhofer (parfois crédité Hugo W. Friedhofer) est un compositeur américain de musiques de films, né le 3 mai 1901 à San Francisco (Californie), mort le 17 mai 1981 à Los Angeles (Californie).

## Biographie
Son père - un musicien, pratiquant le violoncelle - et sa mère, originaires d'Allemagne, émigrent aux États-Unis. Dans ses jeunes années, il apprend le violoncelle (dont il joue un temps au sein d'un orchestre), ainsi que la composition. 
En 1929, il arrive à Hollywood, où il est durant plusieurs années arrangeur et orchestrateur, voire compositeur mais généralement sans que son travail soit crédité, sur de très nombreux films américains. Au sein de la Warner Bros., il assiste notamment Max Steiner mais surtout, devient l'orchestrateur attitré d'Erich Wolfgang Korngold. 
Il compose en 1938 une de ses premières musiques de films notoires, pour Les Aventures de Marco Polo. Dans les années 1940, il poursuit ses activités d'arrangeur-orchestrateur, tout en composant. En 1946, il écrit la partition de Les Plus Belles Années de notre vie, pour laquelle il remporte un Oscar de la meilleure musique de film. Par la suite, ses activités de créateur (et de directeur musical) prennent le dessus et il compose pour le cinéma jusqu'en 1972 (et aussi pour la télévision, mais assez peu, dans les années 1960 - séries principalement -).
À noter que sa filmographie comprend plusieurs westerns, dont Vera Cruz (1954) et La Vengeance aux deux visages (1961). 

## Filmographie partielle
- 1930 : L'Amour en l'an 2000 (Just Imagine) de David Butler
- 1931 : Goldie de Benjamin Stoloff
- 1933 : Mystérieux Week-end (Broadway Bad) de Sidney Lanfield
- 1934 : Grand Canary d'Irving Cummings
- 1934 : Love Time de James Tinling
- 1934 : Orient-Express de Paul Martin
- 1936 : La Fille du bois maudit (The Trail of the Lonesome Pine), d'Henry Hathaway
- 1936 : Le Chant des cloches (Sins of Man) d'Otto Brower et Gregory Ratoff
- 1937 : Le Couple invisible (Topper) de Norman Z. McLeod
- 1938 : Les Aventures de Marco Polo (The Adventures of Marco Polo) d'Archie Mayo
- 1938 : Fantômes en croisière (Topper Takes a Trip), de Norman Z. McLeod
- 1939 : Le Lien sacré (Made for Each Other) de John Cromwell
- 1941 : Adieu jeunesse (Remember the Day) d'Henry King
- 1942 : La Pagode en flammes (China Girl) d'Henry Hathaway
- 1943 : Paris After Dark de Léonide Moguy
- 1944 : Lifeboat d'Alfred Hitchcock
- 1944 : Jack l'Éventreur (The Lodger) de John Brahm
- 1944 : Le Jockey de l'amour (Home in Indiana) d'Henry Hathaway
- 1946 : Les Plus Belles Années de notre vie (The Best Years of Our Lives) de William Wyler
- 1947 : Sang et Or (Body and Soul) de Robert Rossen
- 1947 : Les Corsaires de la terre (Wild Harvest) de Tay Garnett
- 1947 : Honni soit qui mal y pense (The Bishop's Wife) de Henry Koster
- 1948 : Jeanne d'Arc (Joan of Arc) de Victor Fleming
- 1948 : Vous qui avez vingt ans (Enchantment) d'Irving Reis
- 1949 : La Vengeance des Borgia (Bride of Vengeance) de Mitchell Leisen
- 1950 : Captives à Bornéo (Three Came Home) de Jean Negulesco
- 1950 : Fureur sur la ville (The Sound of Fury) de Cy Endfield
- 1950 : La Flèche brisée (Broken Arrow) de Delmer Daves
- 1950 : Les Rebelles de Fort Thorn (Two Flags West) de Robert Wise
- 1950 : Chaînes du destin (No Man of Her Own) de Mitchell Leisen
- 1951 : Le Gouffre aux chimères (Ace in the Hole) de Billy Wilder
- 1952 : Lydia Bailey, de Jean Negulesco
- 1952 : Je retourne chez maman (The Marrying Kind), de George Cukor
- 1952 : Le Grand Secret (Above and Beyond), de Melvin Frank et Norman Panama
- 1952 : Les Bannis de la Sierra (The Outcasts of Poker Flat) de Joseph M. Newman
- 1953 : Hondo, l'homme du désert (Hondo) de John Farrow
- 1953 : Aventure dans le Grand Nord (Island in the Sky) de William A. Wellman
- 1954 : Vera Cruz de Robert Aldrich
- 1955 : Les Inconnus dans la ville (Violent Saturday) de Richard Fleischer
- 1955 : Le Rendez-vous de Hong Kong (Soldier of Fortune) d'Edward Dmytryk
- 1955 : La Mousson (The Rains of Ranchipur) de Jean Negulesco
- 1955 : La Plume blanche (White Feather) de Robert D. Webb
- 1956 : Plus dure sera la chute (The Harder They Fall) de Mark Robson
- 1956 : Le Temps de la colère (Between Heaven and Hell) de Richard Fleischer
- 1956 : Bungalow pour femmes (The Revolt of Mamie Stover) de Raoul Walsh
- 1957 : Ma femme a des complexes (Oh, Men! Oh, Women!) de Nunnally Johnson - non crédité
- 1957 : Elle et lui (An Affair to Remember) de Leo McCarey
- 1957 : Le soleil se lève aussi (The Sun Also Rises) d'Henry King
- 1957 : L'Ultime chevauchée (Raiders of Old California) d'Albert C. Gannaway
- 1958 : Le Bal des maudits (The Young Lions) d'Edward Dmytryk
- 1958 : Le Barbare et la Geisha (The Barbarian and the Geisha) de John Huston
- 1959 : La Ferme des hommes brûlés (Woman Obsessed) d'Henry Hathaway
- 1959 : Cette terre qui est mienne (This Earth Is Mine) d'Henry King
- 1959 : La Proie des Vautours (Never So Few) de John Sturges
- 1961 : La Vengeance aux deux visages (One-Eyed Jacks) de Marlon Brando
- 1961 : Homicide (Homicidal) de William Castle
- 1962 : La Belle et la Bête (Beauty and Beast) d'Edward L. Cahn
- 1962 : Geronimo d'Arnold Laven
- 1964 : L'Invasion secrète (The Secret Invasion) de Roger Corman
- 1971 : Le Baron rouge (The Red Baron ou Von Richthofen and Brown) de Roger Corman

## Récompenses
- 1947 : Oscar de la meilleure musique de film, pour Les Plus Belles Années de notre vie.
- 1951 : Mostra de Venise, meilleure musique de film, pour Le Gouffre aux chimères.
- 1958 : Golden Globle Special Award, pour sa contribution au cinéma.